# レバンテUDフェメニーノ
レバンテUDフェメニーノ（Levante Unión Deportiva Femenino）は、スペイン・バレンシア州バレンシア県ブニョールに本拠地を置く女子サッカーチーム。1993年にサン・ビセンテCFF（San Vicente CFF）として創設され、1998年にレバンテUDの女子サッカー部門となった。2019-20シーズンはプリメーラ・ディビシオン・フェメニーナ（1部）に属している。シウダ・デポルティーバ・デ・ブニョルをホームスタジアムとしている。

## 歴史
1993年にサン・ビセンテCFFとして創設され、1996-97シーズンにはプリメーラ・ディビシオン・フェメニーナ（1部）で初優勝した。1997-98シーズンにはプリメーラ・ディビシオンで2位となった。
1998年にレバンテUDの女子サッカー部門となり、レバンテUDフェメニーノに改称した。1999-2000シーズンには国内カップであるコパ・デ・ラ・レイナで初優勝した。2000-01シーズンには改称後初めてプリメーラ・ディビシオンで優勝し、2連覇したコパ・デ・ラ・レイナとの2冠を達成した。2001-02シーズンには2シーズン連続で国内リーグと国内カップの2冠を達成した。同シーズンにはUEFA女子チャンピオンズリーグに初出場し、ベスト32という結果だった。2007-08シーズンには6年ぶりにプリメーラ・ディビシオンで優勝した。

## 成績

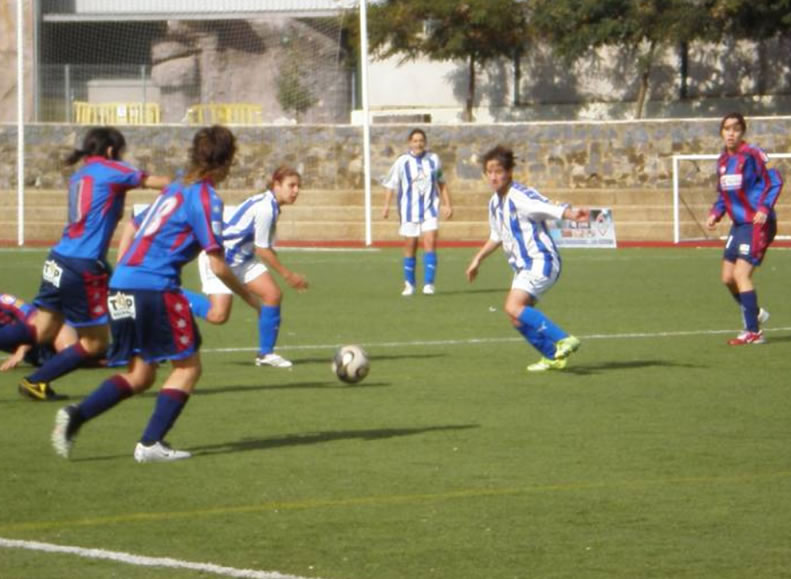
2006–07シーズンの国内リーグ戦

### サン・ビセンテCFF
| シーズン | 国内リーグ   | 国内リーグ | 国内カップ | UEFA女子CL |
| シーズン | ディビジョン | 順位       | 国内カップ | UEFA女子CL |
| -------- | ------------ | ---------- | ---------- | ---------- |
| 1994–95  | セグンダ     | 5位        |            |            |
| 1995–96  | セグンダ     | 3位        |            |            |
| 1996–97  | プリメーラ   | 優勝       |            |            |
| 1997–98  | プリメーラ   | 2位        | ベスト8    |            |

### レバンテUD
| シーズン | 国内リーグ   | 国内リーグ | 国内カップ | UEFA女子CL |
| シーズン | ディビジョン | 順位       | 国内カップ | UEFA女子CL |
| -------- | ------------ | ---------- | ---------- | ---------- |
| 1998–99  | セグンダ     | 3位        |            |            |
| 1999–00  | プリメーラ   | 3位        | 優勝       |            |
| 2000–01  | プリメーラ   | 1位        | 優勝       |            |
| 2001–02  | プリメーラ   | 1位        | 優勝       | ベスト32   |
| 2002–03  | プリメーラ   | 2位        | ベスト4    | ベスト32   |
| 2003–04  | プリメーラ   | 3位        | 優勝       |            |
| 2004–05  | プリメーラ   | 2位        | 優勝       |            |
| 2005–06  | プリメーラ   | 3位        | ベスト4    |            |
| 2006–07  | プリメーラ   | 3位        | 優勝       |            |
| 2007–08  | プリメーラ   | 1位        | 準優勝     |            |
| 2008–09  | プリメーラ   | 2位        | ベスト8    | ベスト16   |
| 2009–10  | プリメーラ   | 8位        | ベスト8    |            |
| 2010–11  | プリメーラ   | 9位        | ベスト16   |            |
| 2011–12  | プリメーラ   | 5位        |            |            |
| 2012–13  | プリメーラ   | 4位        | ベスト4    |            |
| 2013–14  | プリメーラ   | 5位        | ベスト4    |            |
| 2014–15  | プリメーラ   | 5位        | ベスト8    |            |
| 2015–16  | プリメーラ   | 4位        | ベスト4    |            |
| 2016–17  | プリメーラ   | 4位        | ベスト8    |            |
| 2017–18  | プリメーラ   | 8位        | ベスト8    |            |
| 2018–19  | プリメーラ   | 3位        | ベスト8    |            |

## タイトル
- プリメーラ・ディビシオン・フェメニーナ (4)
  - 1997, 2001, 2002, 2008
- コパ・デ・ラ・レイナ (6)
  - 2000, 2001, 2002, 2004, 2005, 2007
- スーペルコパ・デ・エスパーニャ (2)
  - 1997, 2000